# Кунч, Матиас
Матиас Кунч (нем. Matthias Kuntzsch; род. 22 сентября 1935, Карлсруэ) — немецкий дирижёр. Внук политика Марты Фукс, бургомистра Брауншвейга.
Вырос в Брауншвейге, окончил Ганноверскую Высшую школу музыки и театра как пианист, ученик Карла Энгеля. Затем изучал дирижирование в Моцартеуме, а также в мастер-классах Ловро фон Матачича, Герберта Караяна и Пабло Казальса.
Начал свою карьеру как корепетитор Брауншвейгской оперы. Затем работал в Боннской опере, Мангеймском национальном театре, в оперных театрах Гамбурга и Мюнхена, был генеральмузикдиректором Любека и Саарбрюкена. В 1987—1989 гг. возглавлял Национальный оркестр Страны Басков.
В 1992 г. вместе с женой, американской оперной певицей Сильвией Андерсон, обосновался в США, где возглавляет Летний театральный институт Области залива (англ. BASOTI) — учебные курсы оперных певцов.

## Награды
- Художественная премия Нижней Саксонии (1968).